# Големите езера
Големите езера (на английски: Great Lakes) са група от 5 големи езера в Северна Америка, в близост или на границата между САЩ и Канада.
Те са най-голямата група от сладководни езера на Земята с обща площ на повърхността от 244 106 km², която се равнява по големина на половин Черно море. Общият им обем е 22 671 km³. В езерата има 35 000 острова. Водите на езерата са свързани помежду си с реки и протоци и са част от отточната система на голямата северноамериканска река Сейнт Лорънс в Атлантическия океан. Най-голямото е Горно езеро, а най-малкото – Онтарио. Другите три езера са Хюрън, Мичигън и Ери.
Регионът около езерата се нарича Регион на Големите езера, който включва Мегалополиса на Големите езера.

## География
Големите езера влизат в числото на най-големите естествени резервоари за прясна вода на Земята. На тях могат да съперничат само Байкал и ледниците на Гренландия и Антарктида. Те са свързани помежду си с реки и канали, и затова водата свободно протича от едно в друго. Горното езеро е най-голямото по площ сладководно езеро на планетата, а само езерото Онтарио например е по-голямо от най-голямото в Европа, Ладожкото езеро. Средната им дълбочина не е особено голяма, но все пак превъзхожда например тази на Балтийско или Северно море.
Дължината на бреговата линия (с островите) е около 18 000 km. Общата площ е 244 106 km², площта на басейна е 768 000 km² (включително площта на самите езера), общият им обем е 22 671 km³. Четири от езерата превишават 200 m на дълбочина и само Ери е с дълбочина от 64 m (а междинното езеро Сент Клеър е дълбоко едва 8 m). Най-голямото и най-дълбокото от Големите езера е Горното, а най-малкото – Сент Клеър. Езерата са разположени стъпаловидно, но разликата във височината на първите 4 от тях не превишава 9 m (183 m – Горно езеро и 174 m – езерото Ери), и само най-долното езеро, Онтарио, се намира почти на 100 m под езерото Ери (на 75 m н.в.).
В Големите езера се вливат няколкостотин малки реки, а оттичането им става чрез река Сейнт Лорънс, изтичаща от езерото Онтарио и вливаща се в Атлантическия океан, като средният разход на вода в началото ѝ е 6637 m³/s.
Колебанията на нивото на Големите езера е изкуствено урегулиран за целите на корабоплаването, електропроизводството и др. Амплитудата на сезонните колебания съставлява 0,3 – 0,6 m, като най-високо ниво се наблюдава през лятото, а най-ниско – през зимата. Кратковременните колебания на нивото, предизвикани от силните ветрове и сейши достигат до 3 – 4 m, а височината на прилива е 3 – 4 sm (в езерата Горно и Мичиган). От декември до март-април езерата замръзват само около бреговата зона, а в централните им части вследствие на честите есеннни и зимни щормови ветрове лед не се образува. Продължителността на навигацията е 8 – 9 месеца в годината. Водата в езерата е прозрача и се отличава с незначително съдържание на разтворени вещества (от 0,06 до 0,13 g/l).

### Горно езеро
Горното езеро (на английски: Lake Superior, на оджибве Gichigami – „голяма вода“) е най-голямото по обем и най-дълбокото, по-голямо от Шотландия или Южна Каролина. На север граничи с канадската провинция Онтарио и с американския щат Минесота, а на юг – с американските щати Уисконсин и Мичиган. Това е най-голямото сладководно езеро в света по площ (82,7 хил. km²), ако се приеме че езерата Хюрън и Мичиган се два отделни водни басейна. Горното езеро е третото най-голямо сладководно езеро в света по обем. То е най-северно разположеното езеро от Големите езера и е с най-голяма надморска височина – разположено е на височина от 183 m в котловина, образувана от ледниците на Канадския щит. Максималната му дълбочина е 406 m, обемът му е 11,6 хил. km³. Площта на басейна заедно с площта на самото езеро е 207,2 хил. km². Езерото няма големи притоци. Бреговата линия е нарязана, като има големи заливи – Кивино, Уайтфиш. Най-големите острови са Айл Роял, Сент Игнас, Мишипикотен и Апостолските острови. На север брегът е висок (до 400 m) и скалист, а на юг – основно равнинен и пясъчен. Оттокът по река Сейнт Марис с дължина 112 km се извършва в езерото Хюрън. Водата в Горното езеро е хладна и прозрачна. Температурата в централната част на езерото дори и през лятото не надвишава 4 °C, а през зимата не замръзва поради силните щормови ветрове. Крайбрежната зона се покрива с лед в средата или началото на декември до края на април. Езерото е богато на риба: пъстърва, есетра и други видове, а също така се използва за стопански дейности и за навигация и производство на хидроелектроенергия. Горното езеро е важно звено по водния път, преминаващ по езерата и продължен от хората по канала при град Су Сент Мари, в обход на праговете на река Сейнт Мерис. Главните пристанища са Дулут, Сюпириър, Ашланд (САЩ) и Тъндър Бей (Канада).

### Мичиган
Езерото Мичиган (на английски: Lake Michigan) е второто по обем и третото по площ, единственото изцяло разположено в САЩ. Намира се на 176 m надморска височина, а площта му е 57 800 km2. Максималната дълбочина е 281 m. Дължината му е 494 km, широчината – 190 km, а бреговата линия е 2646 km. Граничи с няколко щата: Индиана, Илиноис, Уисконсин и Мичиган. Езерото е четвъртото по големина сладководно езеро в света. Корабоплавателни канали го свързват със системата на река Мисисипи. Разположено е южно от Горното езеро и се свързва с езерото Хюрън чрез пролива Макино, със системата на Мисисипи – чрез канала Чикаго-Локпорт. Височината му над морското равнище е 177 m (колкото и на Хюрън). Покрива се с ледове за около четири месеца в годината. По-големите острови в езерото са Бийвър, Северен Маниту и Южен Маниту. Големите населени места на езерото са Чикаго, Еванстън и Хайланд Парк (Илинойс), Милуоки и Грийн Бей (Уисконсин), Гери и Хамънд (Индиана).
Понякога езерата Мичиган и Хюрън се разглеждат като едно цяло (заедно с река Сейнт Мерис). Защитниците на тази гледна точка посочват това, че езерата Мичиган и Хюрън сами по себе си са едно хидрологично цяло: техните надморски равнища са еднакви, съединени са с пролив с дълбочина 40 m и ширина 8 km в най-тясното място. При подобна гледна точка, площта на езерото Мичиган-Хюрън превишава 117 хил. km², което го прави най-големият по площ сладководен водоем на планетата.

### Хюрън
Езерото Хюрън (на английски: Lake Huron) е третото по обем и второто по площ от Големите езера. То граничи с американския щат Мичиган на юг и с канадската провинция Онтарио на север. Хюрън се намира на 176 m надморска височина, а площта му е 59 600 km2. Максималната му дълбочина е 229 m. Името на езерото, навлязло от френските колонисти по тези земи, произлиза от името на индианското племе хурони. Краткият пролив Макино (с ширина около 3 km) го съединява с езерото Сейнт Клеър, а река Детройт (дължина 51 km) – с езерото Ери. Разположено е източно от езерото Мичиган. От позицията на официалната хидрография Мичиган и Хюрън образуват единна система, но географски е прието да се смятат за отделни езера. Бреговата линия на езерото е разделена между щата Мичиган, САЩ и канадската провинция Онтарио. Основните пристанища на Хюрън са Сагино, Бей Сити, Алпина (САЩ) и Сарния (Канада). В езерото се намира Манитулин – най-големият остров в света, сред разположените в сладководни езера.

### Ери
Ери (на английски: Erie [ˈɪri]; на френски: Érié) е най-малкото по обем и най-плиткото от Големите езера. Граничи на север с Онтарио, на юг с щатите Охайо, Пенсилвания и Ню Йорк, на запад с щата Мичиган и канадската провинция Онтарио. Площта на Ери е 25 700 km2, с дължина от 388 km и ширина 92 km при най-широките си точки. Ери е десетото по големина сладководно езеро в света. По площ Ери заема 13-о място сред езерата в света (включвайки Каспийско и Аралско море). Езерото е разположено в посока от запад-югозапад на изток-североизток. Средната дълбочина е 19 m, максималната – 64 m. Абсолютната височина над морското равнище е 173,8 m. Езерото има многобройни острови в югозападната си част. Температурата на водата се изменя от 0 – 2 °C през зимата до 24 °C през лятото. Крайбрежната част замръзва от декември до март—април. В езерото се вливат реките Детройт, Гранд, Рейзин, Хюрън, Моми, Сандаски, Куяхога, а от езерото изтича река Ниагара. Чрез река Ниагара (дължина 56 km) и канала Уъланд Ери се съединява с езерото Онтарио, а чрез корабоплаватален канал – с река Хъдсън. На брега на езерото се намират градовете Бъфало, Ери, Толидо, Порт Стенли, Монро, Кливланд. Топонимът Ери произлиза от името на племето ериелхонан (букв. „дълга опашка“, местно название на пумите).

### Онтарио
Онтарио (на английски: Ontario) е четвъртото по обем от Големите езера, с много по-ниска надморска височина от останалите. Намира се на 75 m н.в., а площта му е 18 960 km2. Максималната дълбочина достига 244 m. Главният приток на езерото е река Ниагара, стичаща се от Ери. Други притоци са Трент Ривър и Селмън Ривър. Онтарио се отводнява от река Свети Лаврентий в Атлантическия океан. То е най-ниското и най-малкото (без да се смята Сейнт Клеър) по големина езеро. Заема 14-о място в света. Плавателни канали свързват Онтарио с езерото Ери и река Хъдсън. Към акваторията на езерото влизат известните езера Пръстите, които са типични тунелни долини. На Онтарио е развито корабоплаването. Най-големите пристанища по бреговете на езерото са Торонто, Хамилтън, Кингстън (Канада) и Рочестър (САЩ).
Названието на езерото произлиза от езика на индианците хурони и означава „езеро на сияещите води“.
|                      | Горно езеро                            | Мичигън                           | Хюрън                        | Ери                           | Онтарио                                                |
| -------------------- | -------------------------------------- | --------------------------------- | ---------------------------- | ----------------------------- | ------------------------------------------------------ |
| Площ                 | 82 000 km2                             | 58 000 km2                        | 60 000 km2                   | 25 700 km2                    | 19 000 km2                                             |
| Обем вода            | 12 000 km³                             | 4900 km³                          | 3500 km³                     | 480 km³                       | 1640 km³                                               |
| Надморска височина   | 180 m                                  | 176 m                             | 176 m                        | 174 m                         | 75 m                                                   |
| Средна дълбочина     | 147 m                                  | 85 m                              | 59 m                         | 19 m                          | 86 m                                                   |
| Максимална дълбочина | 406 m                                  | 281 m                             | 230 m                        | 64 m                          | 246 m                                                  |
| Населени места       | Дулут, Су Сен Мари, Тъндър Бей, Маркет | Чикаго, Гери, Грийн Бей, Милуоки, | Сарния, Порт Хюрън, Бей Сити | Бъфало, Кливланд, Ери, Толидо | Хамилтън, Кингстън, Ошава, Рочестър, Торонто, Мисисога |

В Големите езера има около 35 000 острова Най-големите сред тях са Манитулин в езерото Хюрън (най-големият остров в света, разположен в езеро – площта му е по-голяма от тази на държавата Люксембург, а самият той има собствено езеро – Маниту, в което на свой ред отново има няколко островчета) и Айл Роял в Горното езеро.

## Образуване
Езерните котловини са разположени на границата между Канадския щит и Мисисипската плоча. Те са образувани първоначално чрез пропадане на части от земната кора, изградени от най-старите скали. За такъв произход свидетелства голямата дълбочина на езерата. С изключение на езерата Ери и Сейнт Клер дъната на всички останали езера се намират по-ниско от съвременното морско равнище. Впоследствие по време на ледниковата епоха грамадни континентални ледници са се спускали от север на юг и са достигнали долините на реките Мисури, Мисисипи и Охайо. Те са продълбали и разширили заварените езерни котловини. При напредването и отдръпването си ледниците са отложили огромни количества моренен материал във вид на моренни валове, които образуват естествена преграда на езерните води.
Счита се, че фундаменталните геологични условия, които са довели до оформянето на езерата в горната им част в днешния им вид, са от 1,1 до 1,2 милиарда години назад,  Когато две по-рано съединени тектонични плочи се разделят, създават средноконтиненталния разлом, който преминава през тектоничната зона на Големите езера. В резултат се формира долина, която осигурява басейни, които в крайна сметка стават съвременното Горно езеро. Когато се образува втора разломна линия, разломът Сейнт Лорънс, преди около 570 милиона години, тя става основа за езерата Онтарио и Ери заедно с това, което ще се превърне по-късно в река Свети Лаврентий.
Големите езера са образувани в края на последния ледников период (преди около 10 000 години). Отстъплението на ледената покривка оставя след себе си голямо количество разтопена вода (виж езеро Агасис), която изпълва басейните, издълбани от ледниците, като по този начин създава Големите езера, както ние ги познаваме днес. Поради неравномерния характер на ледниковата ерозия, някои високи хълмове остават като острови в тях.
Езерата са с постглациален произход. Те са резултат от оттеглянето на континентален ледник през последното заледяване от кватернера. Водите им се намират на тектонско стабилната платформа на Канадския щит, който е един от съвременните кратони.

## Други езера и водни басейни
В речния басейн на петте големи езера съществуват и по-малки езера, които не се включват в петте Големи езера.
- Между езерата Хюрън и Ери се намира по-малкото езеро Сейнт Клер. То заема площ колкото цялото Софийско поле. Сейнт Клеър е свързано с Хюрън чрез река Сейнт Клеър и с Ери чрез река Детройт. То е интересно с това, че канадската територия по южния му бряг (град Уиндзор и окръг Есекс) са разположени по на юг от близката територия на САЩ (град Детройт). Въпреки че е 17 пъти по-малко от езерото Онтарио и само в редки случаи е включвано в списъка на Големите езера,[15][16] понякога са правени предложения за официалното му признаване като част от тях, което би се отразило на включванено му в научни, изследователски и други проекти, свързани с Големите езера.[17]
- Нипигон, свързано с Горното езеро чрез река Нипигон.
- Грийн Бей е обособена част на езерото Мичиган, разположено по протежение на южния бряг на Горния полуостров и източното крайбрежие на Уисконсин. Тя е отделена от останалата част на езерото от полуостровите Врата в Уисконсин и Градина в Мичиган, както и от веригата от острови между тях.
- Уинебейго, свързано с Грийн Бей чрез река Фокс. То служи като част от водния път Фокс-Уисконсин и е част от по-голямата езерна система в щата, известна като Басейн Уинебейго.
- Джорджиан Бей е част от езерото Хюрън, простираща се на североизток от езерото Онтарио. Заливът, заедно с неговите тесни западни издължени части – Северния канал и пролива Мисисаги, е отделен от останалата част на езерото от полуостров Брус и островите Манитулин и Кокбърн.
- Езерото Ниписинг, свързано с Джорджиан Бей чрез Френч Ривър. То е интересно с двата образувани кимбърлитови комина – островите Маниту и залива Каландър Бей.[18] Тези комини са се образували от силни, свръхзвукови изригвания. Езерото се намира в грабена Отава-Бонешер, мезозойска рифтова долина, образувана преди 175 млн. години.
- Симко, свързано с Джорджиан Бей чрез река Севърн. То служи като част от водния път Трент-Севърн, маршрут, който преминава през Южно Онтарио между езерата Онтарио и Хюрън.

## История
Бригантината „Грифон“, поръчана от Рене Робер дьо Ла Сал и построена в Каюга Крийк, в близост до южния край на река Ниагара, на 7 август 1679 г., е първият ветроход, който плава по горната част на Големите езера.
По време на заселването им от европейците, Големите езера и реките им са единственото реално средство за придвижване на хора и товари. С отварянето на канала Ери през 1825 г. баржите от средна Северна Америка са в състояние да достигнат до Атлантическия океан от Големите езера. През 1848 г., с откриването на канала Илинойс-Мичиган край Чикаго, става възможен и директният достъп до река Мисисипи от езерата. С тези два канала се осигурява изцяло вътрешен воден път между Ню Йорк и Ню Орлиънс.
Основната дейност на много от пътническите линии през 19 век е превозването на имигранти. Много от по-големите съвременни градове дължат съществуването си на местоположението си край езерата като товарни дестинации, както и като места за заселване на имигранти. С развитието на жп транспорта и автомобилните пътища товарните и пътническите превози по езерата намаляват и, с изключение на фериботите и няколко чуждестранни круизни корабни линии, постепенно изчезват.
Имиграционните пътища в миналото все още оказват влияние и днес. Имигрантите често формират техни собствени общности, а някои райони имат ясно изразена етническа принадлежност, като холандска, немска, полска, финландска и много други. Тъй като много имигранти се заселват за известно време в Нова Англия, преди да се преместят на запад, днес много райони край Големите езера, предимно от страната на САЩ, пресъздават стиловете на Нова Англия.
В днешно време товарите се транспортират основно чрез жп линии и товарни автомобили, а корабите по езерата пренасят предимно насипни товари, като желязна руда, въглища и варовик за стоманодобивната индустрия. Вътрешният транспорт на насипни товари се развива поради близките мини, а и е по-икономично съставките за стоманата да се транспортират до централизираните заводи. Друг основен товар, превозван по езерата, е зърното.
През 19 и в началото на 20 век на юг се транспортират желязна и други руди, като медната, а обратно се превозват консумативи, храна и въглища.
Тъй като езерната моряшка общност до голяма степен се развива независимо, тя има някои отличителни особености в лексиката си. Корабите, без значение от размера си, се наричат лодки („boats“, за разлика от „ships“). Когато ветроходните кораби са заместени от параходи („steamships“), последните съответно получават името парни лодки („steamboats“) – същият термин е използван и на река Мисисипи. Плавателните съдове по езерата се отличават и по дизайна си (виж Товарен кораб по Големите езера). Кораб, който търгува предимно по езерата, е известен като лейкър – „езерняк, кораб по езерата“. Чуждестранните кораби са известни като салти – от „salty“, нещо солено, нещо напомнящо морето. Една от най-често срещаните гледки по езерата около 1950-те години е на саморазтоварващи се товарни кораби с размери 305 на 32 m и вместимост от 80 120 метрични тона. Това са лейкъри със система от конвейерни ленти, които могат да се саморазтоварват чрез кран през борда. В днешно време корабната флотилия по Големите езера е много по-малка на брой, отколкото в миналото, поради по-широкото използване на сухопътните товарни превози, както и заместването на голям брой малки кораби от по-малко на брой, но по-големи.
По време на Втората световна война рискът от подводни атаки срещу крайбрежните съоръжения мотивира Военноморските сили на САЩ да отделят два самолетоносача в региона на Големите езера, „Сейбъл“ и „Улвърин“. Двата авионосеца служат като учебни кораби за излитането и кацането на военноморски авиатори на самолетоносачи.

## Климат
Ефектът на Големите езера върху времето в региона се нарича „езерен ефект“. През зимата езерата често нямат лед по средата. Преобладаващите ветрове от запад взимат малко по-топлия въздух и влага от повърхността на езерото. След като този топъл, влажен въздух мине през по-студената земна повърхност, влагата често води до обилни снеговалежи. Това е подобно на ефекта на топлия въздух, който, като преминава през планински вериги, води до падането на сняг. По време на замразяването на реките тази „снежна ивица“ редовно получава снеговалеж, особено по протежение на източния бряг. В снежната ивица са Мичиган, Охайо, Пенсилвания, Онтарио и Ню Йорк.
Езерата регулират средните сезонни температури до известна степен, чрез абсорбиране на топлина и охлаждане на въздуха през лятото, след това бавно излъчват топлината през есента. Предпазват от замръзване по време на преходния период, но също така поддържат летните температури по-ниски, затова тук е по-хладно, отколкото във вътрешността на страната. Тази температурна особеност произвежда области, където могат да бъдат отглеждани плодове и зеленчуци, които обикновено виреят много по на юг. Западен Мичиган така например има ябълкови и черешови овощни градини и лозя в непосредствена близост до брега на езерото. Разположени на източния бряг на езерото Мичиган и южния бряг на езерото Ери са много винарни в резултат на това, както и между езерото Ери и езерото Онтарио. Подобно явление се среща в района на Ню Йорк, както и Принц Едуард, Онтарио на брега на езерото Онтарио, на североизток. Свързана с „ефекта на езерото“ е появата на мъгла над средните райони, особено по протежение на бреговата линия на езерата. Тя е най-забележима по бреговете на Горното езеро предвид морския климат.
Големите езера са известни със създаването и засилването на бури, като урагана Хейзъл през 1954 г. и няколко торнада през 2007 година в Мичиган и Онтарио, които използват топлината на езерата като „гориво“. Също така е наблюдаван през 1996 г. редкият субтропичен циклон над езерото Хюрън.